# Anisotremus caesius
Anisotremus caesius е вид лъчеперка от семейство Haemulidae. Видът е незастрашен от изчезване.

## Разпространение и местообитание
Разпространен е в Еквадор, Колумбия, Коста Рика, Мексико, Никарагуа, Панама, Перу, Салвадор, Хондурас и Чили.
Среща се на дълбочина от 1,3 до 35 m, при температура на водата около 25,6 °C и соленост 33,8 ‰.

## Описание
На дължина достигат до 30 cm.